# Мушичи (Вишеград)
Мушичи (серб. Кустур Поље / Kustur Polje) — село в общине Вишеград Республики Сербской Боснии и Герцеговины. Население составляет 12 человек по переписи 2013 года.
В районе этого села археологической экспедицией под руководством доктора Ирмы Чремошник проводились раскопки древнеславянских поселений.